# Rockcel
Rockcel é uma marca brasileira de telemóveis criada de 2016 com apoio tecnológico da chinesa Speadtrum Communications. Ela tem unidade de produção própria, situada na cidade de Avaré, e uma matriz em São Paulo.
Iniciou com um capital inicial de 10 milhões de reais e alguns aparelhos que foram lançados pela empresa são o Quartzo e o Opalus. O quadro de funcionários conta com dezenas de pessoas, como ex-funcionários de empresas do ramo, a exemplo de Ericsson e SonyEricsson.